# Empoli Ladies FBC 2019-2020
Questa voce raccoglie le informazioni riguardanti la Società Sportiva Dilettantistica Empoli Ladies FBC nelle competizioni ufficiali della stagione 2019-2020.

## Stagione
A seguito dello svilupparsi della pandemia di COVID-19 che ha colpito l'Italia dal mese di febbraio, il 10 marzo 2020, quando erano state giocate sedici giornate di campionato, venne comunicata dalla FIGC una prima sospensione di tutte le attività agonistiche fino al 3 aprile successivo, conseguentemente a quanto disposto dal Governo per decreto ministeriale. Seguirono una serie di proroghe della sospensione delle attività agonistiche, finché l'8 giugno 2020 venne comunicata la sospensione definitiva del campionato di Serie A. La classifica finale è stata definitiva sulla base della classifica al momento della sospensione definitiva del campionato, alla quale sono stati applicati dei criteri correttivi: l'Empoli ha così concluso il campionato di Serie A all'ottavo posto con 26,125 punti finali, a pari punti con l'Inter, che ha concluso al settimo posto, essendo in vantaggio sull'Empoli negli scontri diretti.

## Organigramma societario
Ruoli dirigenziali e staff tecnico come da sito societario, aggiornati al 29 luglio 2019.
Area amministrativa
- Presidente: Valerio Bachi
- Vice Presidente: Alessandro Pistolesi
- Dirigente accompagnatore: Marco Landi
- Team Manager prima squadra: Giuseppe Di Guglielmo
- Dirigente: Antonio Prugna
- Club Manager: Lorenzo Ballero

Area tecnica
- Allenatore: Alessandro Pistolesi
- Preparatore portieri: Matteo Fantozzi
- Preparatore atletico: Giacomo Dani
- Preparatore atletico: Benedetta Greco
- Preparatore atletico: Marco Masoni
- Fisioterapista: Sara Martino
- Fisioterapista: Vincenzo Mazza
- Fisioterapista: Stefano Venturi
- Massaggiatore: Renato Lotti
- Medico sociale: Beatrice Leone

## Rosa
Rosa, ruoli e numeri di maglia come da sito societario, aggiornati al 7 settembre 2019.
| N. |                        | Ruolo | Calciatrice         |
| -- | ---------------------- | ----- | ------------------- |
| 1  | Italia (bandiera)      | P     | Francesca Fabiano   |
| 2  | Italia (bandiera)      | D     | Paola Boglioni      |
| 3  | Italia (bandiera)      | D     | Lucia Di Guglielmo  |
| 4  | Italia (bandiera)      | C     | Irene Mazzella      |
| 5  | Italia (bandiera)      | D     | Giulia Mancuso      |
| 6  | Italia (bandiera)      | C     | Elisa Caucci        |
| 7  | Italia (bandiera)      | C     | Cecilia Prugna      |
| 8  | Italia (bandiera)      | C     | Giorgia De Vecchis  |
| 9  | Italia (bandiera)      | A     | Francesca Papaleo   |
| 10 | Italia (bandiera)      | A     | Giulia Mastalli     |
| 11 | Norvegia (bandiera)    | A     | Vårin Ness          |
| 13 | Stati Uniti (bandiera) | D     | Emily Jayne Garnier |
| 14 | Italia (bandiera)      | D     | Aurora De Rita      |
| 15 | Svezia (bandiera)      | A     | Jenny Hjohlman      |

| N. |                     | Ruolo | Calciatrice        |
| -- | ------------------- | ----- | ------------------ |
| 16 | Italia (bandiera)   | C     | Flaminia Simonetti |
| 17 | Italia (bandiera)   | A     | Arianna Acuti      |
| 18 | Italia (bandiera)   | A     | Federica Anghileri |
| 19 | Italia (bandiera)   | D     | Simona Parrini     |
| 20 | Italia (bandiera)   | D     | Gloria Giatras Zoi |
| 22 | Grecia (bandiera)   | D     | Maria Palama       |
| 23 | Italia (bandiera)   | C     | Giada Morucci      |
| 24 | Italia (bandiera)   | P     | Rachele Baldi      |
| 25 | Italia (bandiera)   | C     | Norma Cinotti      |
| 26 | Italia (bandiera)   | D     | Marta Varriale     |
| 27 | Italia (bandiera)   | P     | Alice Lugli        |
| 31 | Italia (bandiera)   | C     | Giulia Cotrer      |
| 71 | Bulgaria (bandiera) | C     | Simona Petkova     |

## Calciomercato

### Sessione estiva
| Acquisti | Acquisti           | Acquisti           | Acquisti   |
| R.       | Nome               | da                 | Modalità   |
| -------- | ------------------ | ------------------ | ---------- |
| P        | Rachele Baldi      | Florentia          | definitivo |
| P        | Francesca Fabiano  | Sampdoria          | definitivo |
| D        | Paola Boglioni     | Juventus           | prestito   |
| D        | Gloria Giatras Zoi | Sassuolo           | definitivo |
| D        | Giulia Mancuso     | Juventus           | prestito   |
| D        | Marta Varriale     | ChievoVerona Valpo | svincolata |
| C        | Norma Cinotti      | Anderlecht         | definitivo |
| C        | Simona Petkova     | Pink Sport Time    | definitivo |
| C        | Flaminia Simonetti | Roma               | prestito   |
| A        | Federica Anghileri | Mozzanica          | svincolata |
| A        | Jenny Hjohlman     | Florentia          | definitivo |

| Cessioni | Cessioni                 | Cessioni        | Cessioni   |
| R.       | Nome                     | a               | Modalità   |
| -------- | ------------------------ | --------------- | ---------- |
| D        | Paola Boglioni           | Juventus        | definitivo |
| D        | Costanza Esperti         |                 | svincolata |
| C        | Pamela Begič             | Apollōn Lemesou | svincolata |
| A        | Clara Anastasia Cancilla |                 | svincolata |

### Sessione invernale
| Acquisti | Acquisti | Acquisti | Acquisti |
| R.       | Nome     | da       | Modalità |
| -------- | -------- | -------- | -------- |
|          |          |          |          |

| Cessioni | Cessioni       | Cessioni   | Cessioni      |
| R.       | Nome           | a          | Modalità      |
| -------- | -------------- | ---------- | ------------- |
| D        | Giulia Mancuso | Juventus   | fine prestito |
| C        | Simona Petkova | San Marino |               |

## Risultati

### Serie A

#### Girone di andata
| Arbitro: | De Angeli (Milano) |

|                        |           |                   |
| Girelli 55’ Caruso 71’ | Marcatori | 25’ (rig.) Prugna |

| Arbitro: | Taricone (Perugia) |

|  |           |                      |
|  | Marcatori | 27’ (rig.) Marinelli |

| Arbitro: | Pistanello (Fermo) |

|                                                     |           |  |
| Bernauer 2’ Thomas 11’ Bonfantini 55’ Serturini 82’ | Marcatori |  |

| Arbitro: | Robilotta (Sala Consilina) |

|                                                 |           |              |
| Simonetti 27’ Cinotti 59’ Acuti 60’ Petkova 80’ | Marcatori | 78’ L. Merli |

| Arbitro: | Frosi (Treviglio) |

|           |           |                                              |
| Polli 31’ | Marcatori | 17’ Hjohlman 18’ Prugna 59’ (rig.) Simonetti |

| Arbitro: | Calzavara (Varese) |

|            |           |                                                    |
| Pirone 83’ | Marcatori | 25’ Papaleo 43’ Hjohlman 48’ Simonetti 68’ Cinotti |

| Empoli 23 novembre 2019, ore 14:30 CET 7ª giornata | Empoli               | 0 – 0 referto | Florentia S.G. | Centro sportivo Monteboro\| Arbitro: \| Pirriatore (Bologna) \| |
| Arbitro:                                           | Pirriatore (Bologna) |               |                |                                                                 |

| Bitetto 30 novembre 2019, ore 14:30 CET 8ª giornata | Pink Sport Time | 0 – 0 referto | Empoli | Stadio Antonio Antonucci\| Arbitro: \| Ancora (Roma) \| |
| Arbitro:                                            | Ancora (Roma)   |               |        |                                                         |

| Arbitro: | Bonacina (Bergamo) |

|  |           |                                  |
|  | Marcatori | 16’ Agard 39’ Bonetti 54’ Cordia |

| Arbitro: | Lipizer (Verona) |

|                       |           |                            |
| Acuti 15’ Cinotti 64’ | Marcatori | 77’ (rig.), 90+2’ Sabatino |

| Arbitro: | Lovison (Padova) |

|                    |           |                             |
| Tucceri Cimini 89’ | Marcatori | 53’ Prugna 82’ Di Guglielmo |

#### Girone di ritorno
| Arbitro: | Bracaccini (Macerata) |

|           |           |                         |
| Acuti 39’ | Marcatori | 18’ Girelli 56’ Cernoia |

| Arbitro: | Longo (Cuneo) |

|                                |           |  |
| Tarenzi 20’ Marinelli 59’, 67’ | Marcatori |  |

| Arbitro: | De Angeli (Milano) |

|              |           |                   |
| Varriale 66’ | Marcatori | 45+1’, 86’ Thomas |

| Arbitro: | Angiolari (Ostia) |

|  |           |                                           |
|  | Marcatori | 57’ Giatras Zoi 83’ Prugna 90+2’ Hjohlman |

| Arbitro: | Bianchini (Terni) |

|            |           |             |
| Prugna 90’ | Marcatori | 8’ Kunisawa |

| Empoli 21 marzo 2020, ore 14:30 CET 17ª giornata | Empoli | – Annullata | Verona | Centro sportivo Monteboro |

| San Gimignano 28 marzo 2020, ore 14:30 CET 18ª giornata | Florentia S.G. | – Annullata | Empoli | Stadio Santa Lucia |

| Empoli 18 aprile 2020, ore 15:00 CEST 19ª giornata | Empoli | – Annullata | Pink Sport Time | Centro sportivo Monteboro |

| Firenze 25 aprile 2020, ore 15:00 CEST 20ª giornata | Fiorentina | – Annullata | Empoli | Stadio comunale Gino Bozzi |

| Sassuolo 9 maggio 2020, ore 15:00 CEST 21ª giornata | Sassuolo | – Annullata | Empoli | Stadio Enzo Ricci |

| Empoli 16 maggio 2020, ore 15:00 CEST 22ª giornata | Empoli | – Annullata | Milan | Centro sportivo Monteboro |

### Coppa Italia

#### Fase finale
| Arbitro: | Gasperotti (Rovereto) |

|            |           |  |
| Prugna 43’ | Marcatori |  |

| Arbitro: | Bozzetto (Bergamo) |

|  |           |                                                          |
|  | Marcatori | 7’, 42’, 65’ Stašková 45’ Gama 75’ Zamanian 79’ Sembrant |

| Vinovo 26 febbraio 2020, ore CET Quarti di finale - ritorno | Juventus | – Annullata | Empoli | Juventus Training Center |

## Statistiche

### Statistiche di squadra
| Competizione | Punti       | In casa | In casa | In casa | In casa | In casa | In casa | In trasferta | In trasferta | In trasferta | In trasferta | In trasferta | In trasferta | Totale | Totale | Totale | Totale | Totale | Totale | DR |
| Competizione | Punti       | G       | V       | N       | P       | Gf      | Gs      | G            | V            | N            | P            | Gf           | Gs           | G      | V      | N      | P      | Gf     | Gs     | DR |
| ------------ | ----------- | ------- | ------- | ------- | ------- | ------- | ------- | ------------ | ------------ | ------------ | ------------ | ------------ | ------------ | ------ | ------ | ------ | ------ | ------ | ------ | -- |
| Serie A      | 19 (26,125) | 8       | 1       | 3       | 4       | 9       | 12      | 8            | 4            | 1            | 3            | 13           | 12           | 16     | 5      | 4      | 7      | 22     | 24     | -2 |
| Coppa Italia | -           | 2       | 1       | 0       | 1       | 1       | 6       | 0            | 0            | 0            | 0            | 0            | 0            | 2      | 1      | 0      | 1      | 1      | 6      | -5 |
| Totale       | -           | 10      | 2       | 3       | 5       | 10      | 18      | 8            | 4            | 1            | 3            | 13           | 12           | 18     | 6      | 4      | 8      | 23     | 30     | -7 |

### Andamento in campionato
| Giornata  | 1  | 2  | 3  | 4 | 5 | 6 | 7 | 8 | 9 | 10 | 11 | 12 | 13 | 14 | 15 | 16 | 17 | 18 | 19 | 20 | 21 | 22 |
| --------- | -- | -- | -- | - | - | - | - | - | - | -- | -- | -- | -- | -- | -- | -- | -- | -- | -- | -- | -- | -- |
| Luogo     | T  | C  | T  | C | T | T | C | T | C | C  | T  | C  | T  | C  | T  | C  | C  | T  | C  | T  | T  | C  |
| Risultato | P  | P  | P  | V | V | V | N | N | P | N  | V  | P  | P  | P  | V  | N  | -  | -  | -  | -  | -  | -  |
| Posizione | 10 | 11 | 11 | 8 | 5 | 5 | 6 | 6 | 7 | 7  | 6  | 6  | 8  | 8  | 8  | 8  | -  | -  | -  | -  | -  | -  |

Legenda:

Luogo: C = Casa; T = Trasferta. Risultato: V = Vittoria; N = Pareggio; P = Sconfitta.

### Statistiche delle giocatrici
| Giocatore       | Serie A  | Serie A | Serie A     | Serie A    | Coppa Italia | Coppa Italia | Coppa Italia | Coppa Italia | Totale   | Totale | Totale      | Totale     |
| Giocatore       | Presenze | Reti    | Ammonizioni | Espulsioni | Presenze     | Reti         | Ammonizioni  | Espulsioni   | Presenze | Reti   | Ammonizioni | Espulsioni |
| --------------- | -------- | ------- | ----------- | ---------- | ------------ | ------------ | ------------ | ------------ | -------- | ------ | ----------- | ---------- |
| A. Acuti        | 15       | 3       | 0           | 0          | 1            | 0            | 0            | 0            | 16       | 3      | 0           | 0          |
| F. Anghileri    | 7        | 0       | 0           | 0          | 1            | 0            | 0            | 0            | 8        | 0      | 0           | 0          |
| R. Baldi        | 13       | -18     | 1           | 0          | 0            | 0            | 0            | 0            | 13       | -18    | 1           | 0          |
| P. Boglioni     | 14       | 0       | 1           | 0          | 1            | 0            | 0            | 0            | 15       | 0      | 1           | 0          |
| E. Caucci       | 0        | 0       | 0           | 0          | 1            | 0            | 0            | 0            | 1        | 0      | 0           | 0          |
| N. Cinotti      | 16       | 3       | 1           | 0          | 2            | 0            | 0            | 0            | 18       | 3      | 1           | 0          |
| G. Cotrer       | 3        | 0       | 0           | 0          | 2            | 0            | 0            | 0            | 5        | 0      | 0           | 0          |
| A. De Rita      | 4        | 0       | 0           | 0          | 2            | 0            | 0            | 0            | 6        | 0      | 0           | 0          |
| G. De Vecchis   | 3        | 0       | 0           | 0          | 2            | 0            | 0            | 0            | 5        | 0      | 0           | 0          |
| L. Di Guglielmo | 16       | 1       | 2           | 0          | 2            | 0            | 0            | 0            | 18       | 1      | 2           | 0          |
| F. Fabiano      | 0        | 0       | 0           | 0          | 0            | 0            | 0            | 0            | 0        | 0      | 0           | 0          |
| E. Garnier      | 11       | 0       | 0           | 0          | 2            | 0            | 0            | 0            | 13       | 0      | 0           | 0          |
| G. Giatras Zoi  | 16       | 1       | 4           | 0          | 2            | 0            | 0            | 0            | 18       | 1      | 4           | 0          |
| J. Hjohlman     | 16       | 3       | 0           | 0          | 1            | 0            | 0            | 0            | 17       | 3      | 0           | 0          |
| A. Lugli        | 3        | -6      | 0           | 0          | 2            | -6           | 0            | 0            | 5        | -12    | 0           | 0          |
| G. Mancuso      | 1        | 0       | 0           | 0          | -            | -            | -            | -            | 1        | 0      | 0           | 0          |
| G. Mastalli     | 6        | 0       | 0           | 0          | 1            | 0            | 0            | 0            | 7        | 0      | 0           | 0          |
| I. Mazzella     | 1        | 0       | 0           | 0          | 0            | 0            | 0            | 0            | 1        | 0      | 0           | 0          |
| G. Morucci      | 6        | 0       | 0           | 0          | 1            | 0            | 0            | 0            | 7        | 0      | 0           | 0          |
| V. Ness         | 5        | 0       | 0           | 0          | 1            | 0            | 0            | 0            | 6        | 0      | 0           | 0          |
| M. Palama       | 0        | 0       | 0           | 0          | 0            | 0            | 0            | 0            | 0        | 0      | 0           | 0          |
| F. Papaleo      | 15       | 1       | 0           | 0          | 0            | 0            | 0            | 0            | 15       | 1      | 0           | 0          |
| S. Parrini      | 0        | 0       | 0           | 0          | 1            | 0            | 0            | 0            | 1        | 0      | 0           | 0          |
| S. Petkova      | 2        | 1       | 0           | 0          | -            | -            | -            | -            | 2        | 1      | 0           | 0          |
| C. Prugna       | 16       | 5       | 3           | 0          | 1            | 1            | 0            | 0            | 17       | 6      | 3           | 0          |
| F. Simonetti    | 15       | 3       | 2           | 0          | 1            | 0            | 0            | 0            | 16       | 3      | 2           | 0          |
| M. Varriale     | 15       | 1       | 1           | 0          | 0            | 0            | 0            | 0            | 15       | 1      | 1           | 0          |